# Robert S. Johnson
Pour les articles homonymes, voir Johnson.
Robert Samuel Johnson est un as de l'aviation américain de la Seconde Guerre mondiale né le 21 février 1920 à Lawton et mort le 27 décembre 1998 à Tulsa. Il totalise 27 victoires aériennes.

## Parcours
Passionné dès le plus jeune age (8 ans) par l'aviation militaire, il obtient sa licence civile puis s'envole dans l'U.S.A.A.F.. Il est sous-lieutenant en juin 1942 et vole en entrainement sur chasseur P-47 .
Il embarque pour la Grande-Bretagne en janvier 1943 au sein de la 8th AF. En mai, il est breveté pilote de chasse. Le 13 juin 1943, il obtient sa première victoire avec son P-47 contre un chasseur allemand Fw 190. Le 26 juin, lors d'un combat aérien au-dessus de la France, il est blessé et brûlé mais parvient à retourner en Angleterre avec un appareil très endommagé. Il finit de détruire son avion en atterrissant. Il est décoré de la Purple Hart pour son courage. Le 10 octobre, au-dessus de l'Allemagne, il devient un as en abattant un cinquième appareil.
En février 1944, il est arrivé au bout de son tour d'opérations (200 heures) mais il obtient 25 heures de vols supplémentaires. Il totalise 13 victoires et est nommé capitaine (mars). Il est major en mai 1944 avec 27 victoires.
Il totalise 89 missions de guerre entre avril 43 et mai 44. En janvier 1945, il entre dans la Réserve et devient lieutenant-colonel en 1949. Il sera chef d'essais chez Republic Aviation Company.

## Décorations
Purple heart
 Distinguished Service Cross (États-Unis)
 Distinguished Flying Cross (États-Unis) et 7 grappes de feuilles de chêne en bronze
 Silver Star Medal (États-Unis)
 Distinguished Flying Cross (Royaume-Uni)
 Air Medal (États-Unis) et 3 grappes de feuilles de chêne en bronze
 War Medal 1939-1945